# Церковь Сергия Радонежского (Могутово)
Церковь Сергия Радонежского — православный храм Наро-Фоминского благочиния Московской епархии, расположенный в деревне Могутово Наро-Фоминского района Московской области.

## История
Многоярусную церковь Сергия Радонежского, в стиле позднего московского (нарышкинского) барокко, в своей вотчине, селе Могутово, боярин Пётр Абрамович Лопухин построил в 1693 году (возможно, несколько раньше — до 1684 года). Здание выстроили из кирпича, фасады были украшены наличниками из белого камня и различными архитектурными изысками, по углам сделаны белённые, также кирпичные, полуколонны, на сводах восьмигранный глухой фонарь с фальшивыми раскрашенными окнами. В конце XVIII века была пристроена колокольня, в 1850-х годах в трапезной части устроили придел во имя мученика Виктора.
Храм закрыт в конце 1930-х годов, во время войны в нём размещался госпиталь, в дальнейшем ни для каких нужд не использовался. В конце 1950-х годов колокольня была разобрана для постройки свинофермы, так и не построенной, позже разрушили юго-восточную часть алтаря. Деревянная кровля трапезной от времени обветшала и местами обрушилась, в конце всего от трапезной остались только стены.
Возвращён верующим в конце 1990-х годов, осенью 2001 года началось восстановление, с мая 2001 года возобновлены богослужения. Почти все наружные реставрационные работы храма закончены.

## Духовенство
- Настоятель храма -священник Иоанн Соловей